# Мурахолов рудолобий
Мурахоло́в рудоло́бий (Formicarius rufifrons) — вид горобцеподібних птахів родини мурахоловових (Formicariidae).

## Поширення
Вид поширений у Південній Америці. Раніше птах був відомий лише з басейну річки Мадре де Діос на південному сході Перу, але у 1990-х роках його популяції знайдені у верхів'ї річки Журуа в штаті Акрі, на заході Бразилії, в басейні річки Тагуаману в департаменті Пандо на півночі Болівії та річки Урубамба в Перу.
Птах трапляється у заболочених районах, прибережних лісах, алювіальних лісах, при цьому воліє до районів з густим підліском, переважно з геліконії.

## Опис
Птах завдовжки 18 см, вагою 54—57 г. Тіло міцне з короткими закругленими крилами, довгими і сильними ніжками і коротким квадратним хвостом. Голова, спина, крила та хвіст темно-коричневі. Лицьова маска, груди та черево чорні. Лоб рудувато-червоний. Дзьоб довгий і тонкий, чорного кольору.

## Спосіб життя
Мешкає у вологих лісах з густим підліском. Трапляється переважно поодинці. Більшу частину дня проводить на землі, шукаючи поживу, рухаючись досить повільно і обережно, готовий сховатися в гущавині підліску за найменшої небезпеки. Живиться комахами та іншими дрібними безхребетними.